# Murailles de Volterra
Les Murailles de Volterra (en italien : Mura di Volterra), est l'ancien  système de défense de la ville de Volterra, dans la province de Pise en Toscane,.

## Description
Les murs primitifs, dont il reste de longues sections, ont été construits à l'époque des Étrusques vers le Ve siècle av. J.-C. et sont restés en usage tout au long du Haut Moyen Âge, jusqu'à ce que la municipalité de Volterra décide de construire un nouveau système défensif, qui incorporait cependant de nombreux éléments étrusques. 
Les anciennes murailles qui entouraient la ville avaient une longueur d'environ 7 km et entouraient une superficie de 102 hectares, tandis que l'enceinte médiévale (qui correspond à l'extension actuelle) ne mesure que 2,6 km de long et enferme une superficie de 26 hectares.
Le matériau principalement utilisé pour la construction était un grès typique de la Toscane occidentale. La variété utilisée dans la région de Volterra est composée d'un grain très fin et d'une couleur jaune sable. Il était également utilisé pour les urnes cinéraires, pour les murs des bâtiments et pour le pavage des routes.

## Historique

### Le tracé étrusque

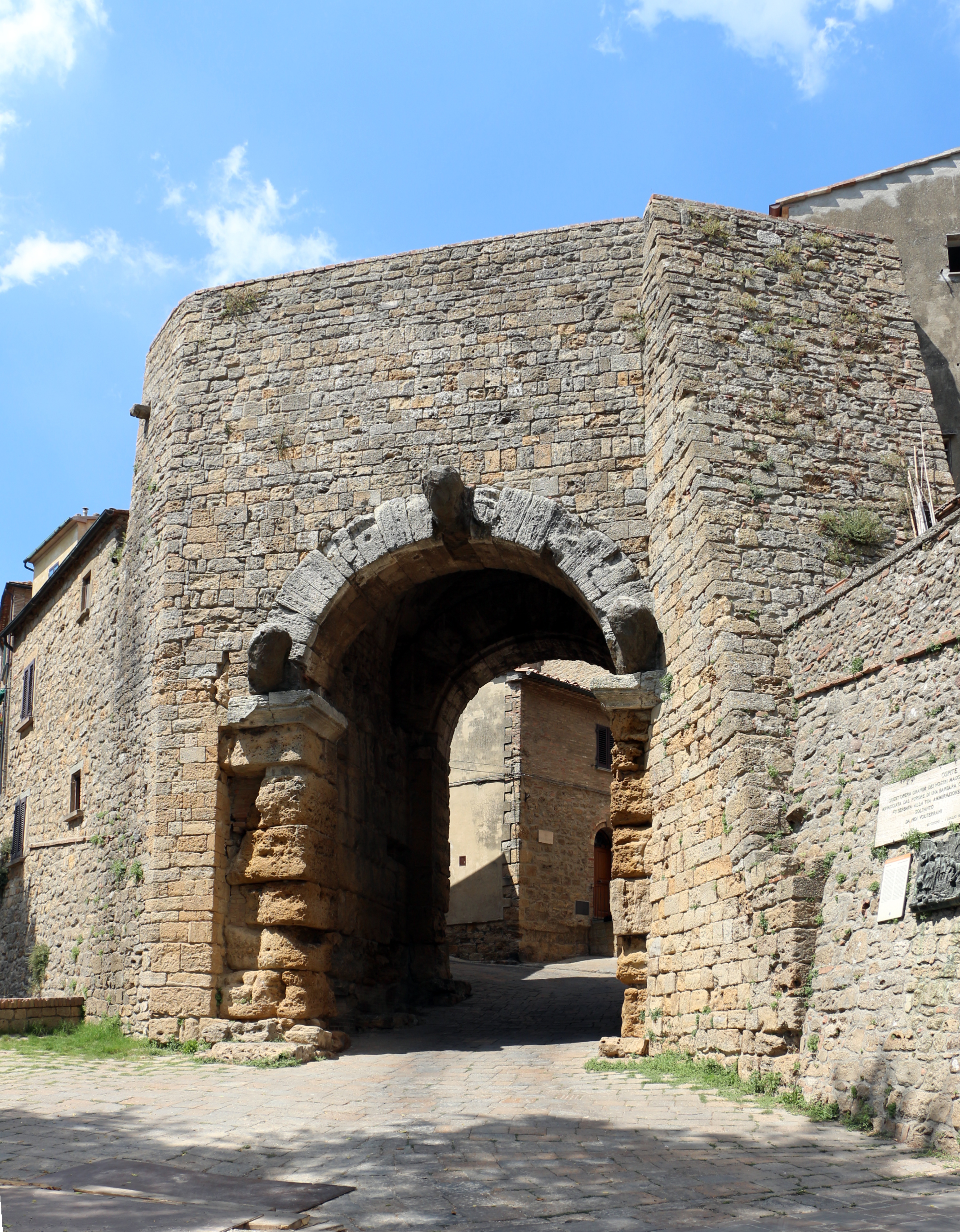
La Porta all'Arco.

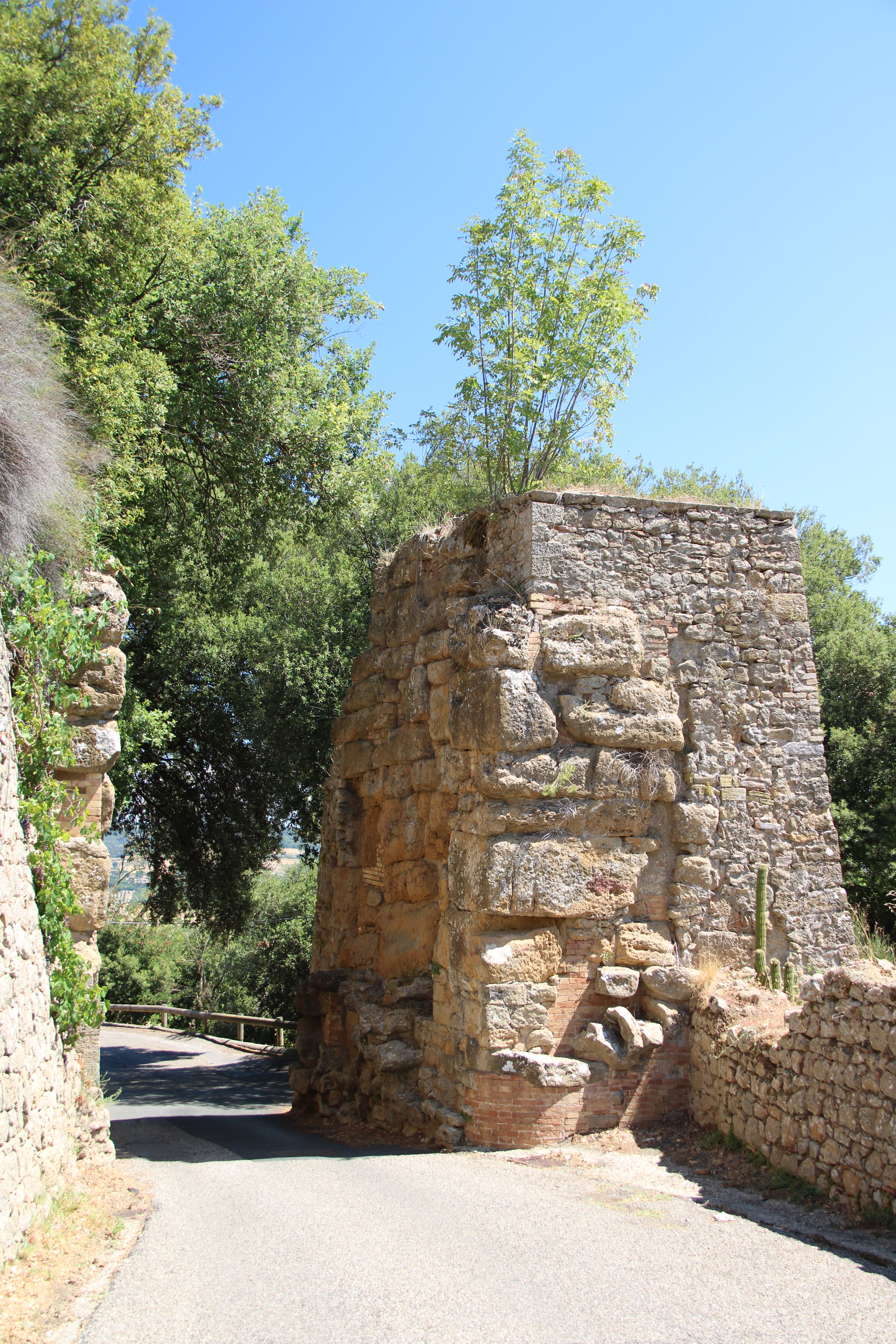
La Porta Diana.

Les murs étrusques de Volterra ont probablement été construits au cours du Ve siècle av. J.-C. en raison du besoin croissant de défense dû aux incursions des Celtes du Nord et des Romains du Sud. Il s'agissait d'un itinéraire très complexe et varié, conçu pour tirer le meilleur parti des caractéristiques morphologiques de la colline sur laquelle se trouve la ville et pour inclure également dans le circuit des murailles un bon nombre de sources, ainsi que des espaces verts destinés à l'agriculture. et à l'élevage ainsi qu'en cas de besoin, à l'accueil et à la protection de la population extra-urbaine. 
Cette imposante construction a vu le jour à une époque où d'autres villes étrusques amélioraient également leurs ouvrages de défense et où la ville de Volterra devait faire face à une augmentation considérable de sa population. Les murailles comprennent, à l'intérieur d'un mur continu, toute la zone centrale, où se trouve la ville actuelle, jusqu'au porte-à-faux de la Porta San Francesco. Un siècle plus tard, cette vaste construction fut agrandie, incluant à l'intérieur le plateau sous-jacent.
Ainsi les murailles étrusques sont décrites dans un guide de la ville du XIXe siècle :

« Ces murailles sont construites de grosses pierres quadrilatères d'une largeur de neuf pieds romains, la plus petite et la plus grande d'environ douze, réunies et superposées, sans aucun ciment, et entièrement composé de pierre sans aucun remplissage de terre pour l'épaisseur de seize palmiers naturels et construit pour des endroits difficiles d'accès. »

Les remparts de Volterra aujourd'hui visibles sont d'une valeur particulière dans leurs portes les plus anciennes : La Porta all'Arco au sud, très bien conservée, avec les trois protomés  et la porte principale, appelée Porta Diana, au nord. Cette dernière, du point de vue archéologique, est mieux conservée que l'autre, qui a subi jusqu'à l'Antiquité de nombreuses modifications qui ont modifié son aspect primitif. Le plan de la Porta Diana est similaire à celui de la Porta all'Arco, bien qu'elle soit de plus petite taille ; cela démontre que la construction de ces deux ouvertures dans le mur a eu lieu à la même époque.

### Le tracé médiéval

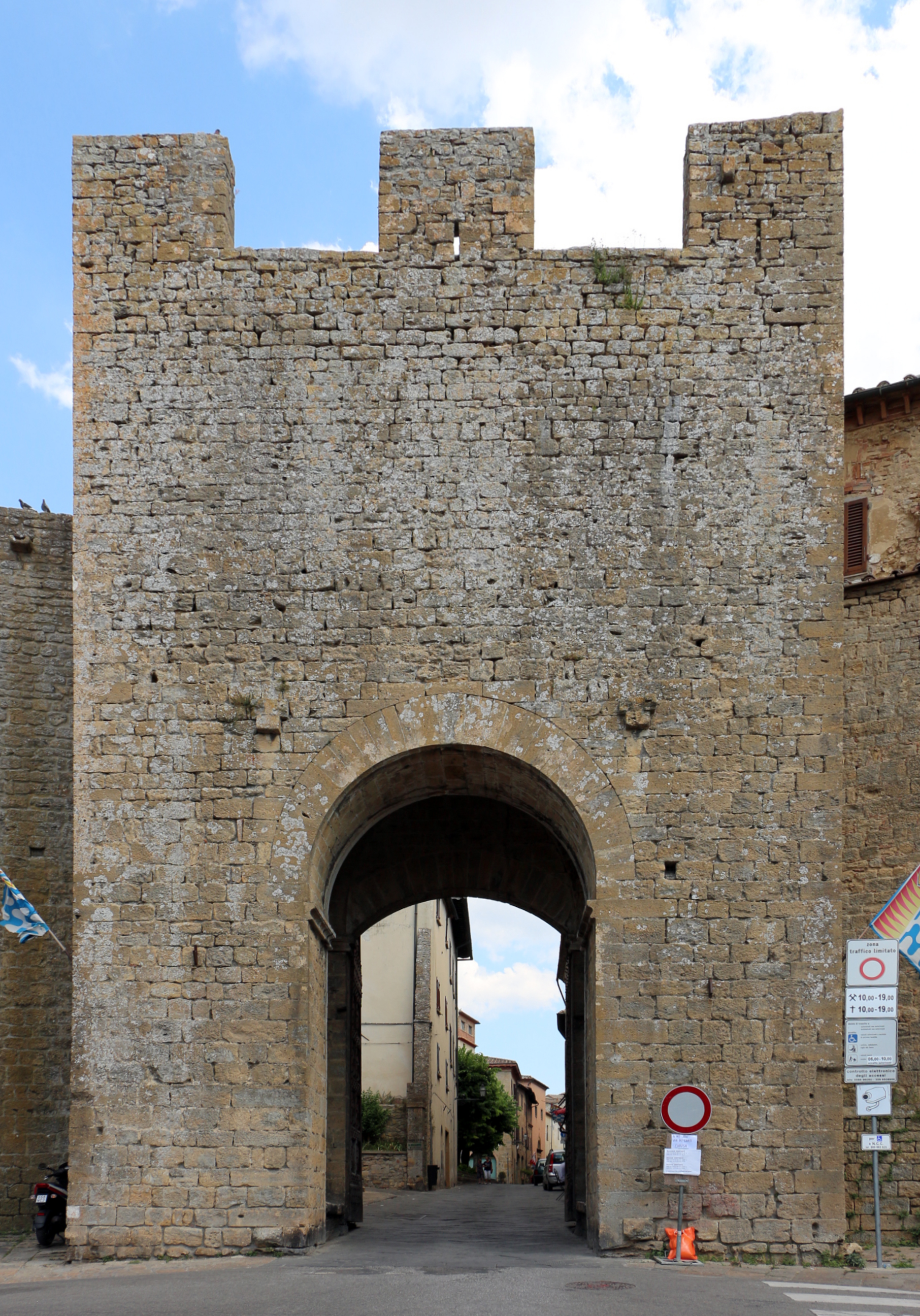
La Porta San Francersco.

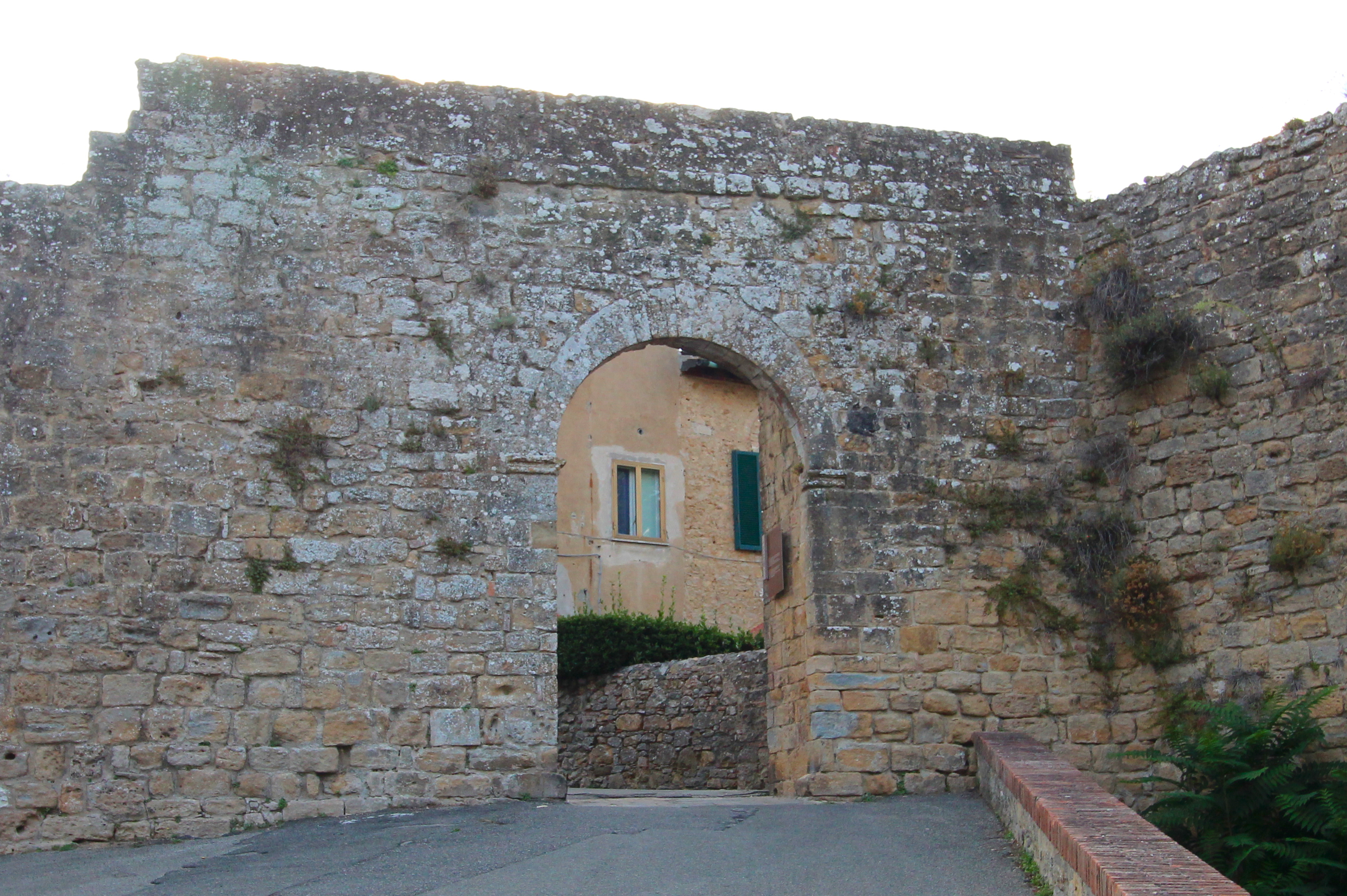
La Porta Marcoli.

Au début du XIIIe siècle, la municipalité de Volterra commença la construction d'un nouveau système défensif, la « muraille municipale » : en effet, comme cela se produisit dans de nombreuses autres villes de la péninsule italienne, après le déclin de l'Empire romain d'Occident, la population urbaine de Volterra avait également subi une forte contraction, rendant le grand circuit de murailles étrusques superflu et très difficile à défendre : il fallait donc un rempart défensif plus petit, qui répondrait mieux aux besoins changeants de la population. Les murs médiévaux ont leurs joyaux architecturaux :  les Porta San Francesco,  Porta Docciola e fonti (datées de 1245), Porta San Felice e fonti et Porta Marcoli. 
Sous le régime consulaire, les murs furent à nouveau renforcés, jusqu'en 1254, année où les Florentins s'imposèrent avec la constitution populaire et le gouvernement guelfe. En 1260, le régime gibelin, qui succéda au guelfe, constata la grande vulnérabilité du système de défense de la ville de l'époque, étant donné le vaste périmètre couvert par le mur, et engagea donc des travaux pour terminer l'enceinte. La nouvelle structure défensive fut donc achevée vers 1266. Des douves furent également creusées devant les murs aux endroits les plus facilement accessibles. Les deux portes faisant partie de la muraille étrusque primitive y furent incorporées : La Porta Diana  et la Porta Menseri.

### L'éboulement de 2014
Dans la nuit du 31 janvier 2014, à cause du mauvais temps, 30 m de murs médiévaux se sont effondrés. Quelques jours plus tard, le ministre du Bien culturel Massimo Bray, lors de l'inspection effectuée sur la Piazza dei Fornelli, a déclaré à propos de l'effondrement :

« Si en 1944 les habitants de Volterra ont réussi à défendre ce trésor contre les nazis, l'État italien a le devoir de le protéger. C'est pour cette raison que nous ferons tout notre possible. »

Environ un mois plus tard, le 3 mars 2014, l'éperon des murailles étrusques de la Piazza Martiri della Libertà s'est également effondré lors des opérations de sécurisation, compte tenu de sa précarité due aux pluies continues qui avaient déjà provoqué le glissement de terrain du pan de murailles médiévales. Grâce à l'activation des mesures d'urgence de la Région Toscane et du Ministère des Biens et Activités Culturelles, il a été possible de restaurer le tronçon.

## Les portes de la ville

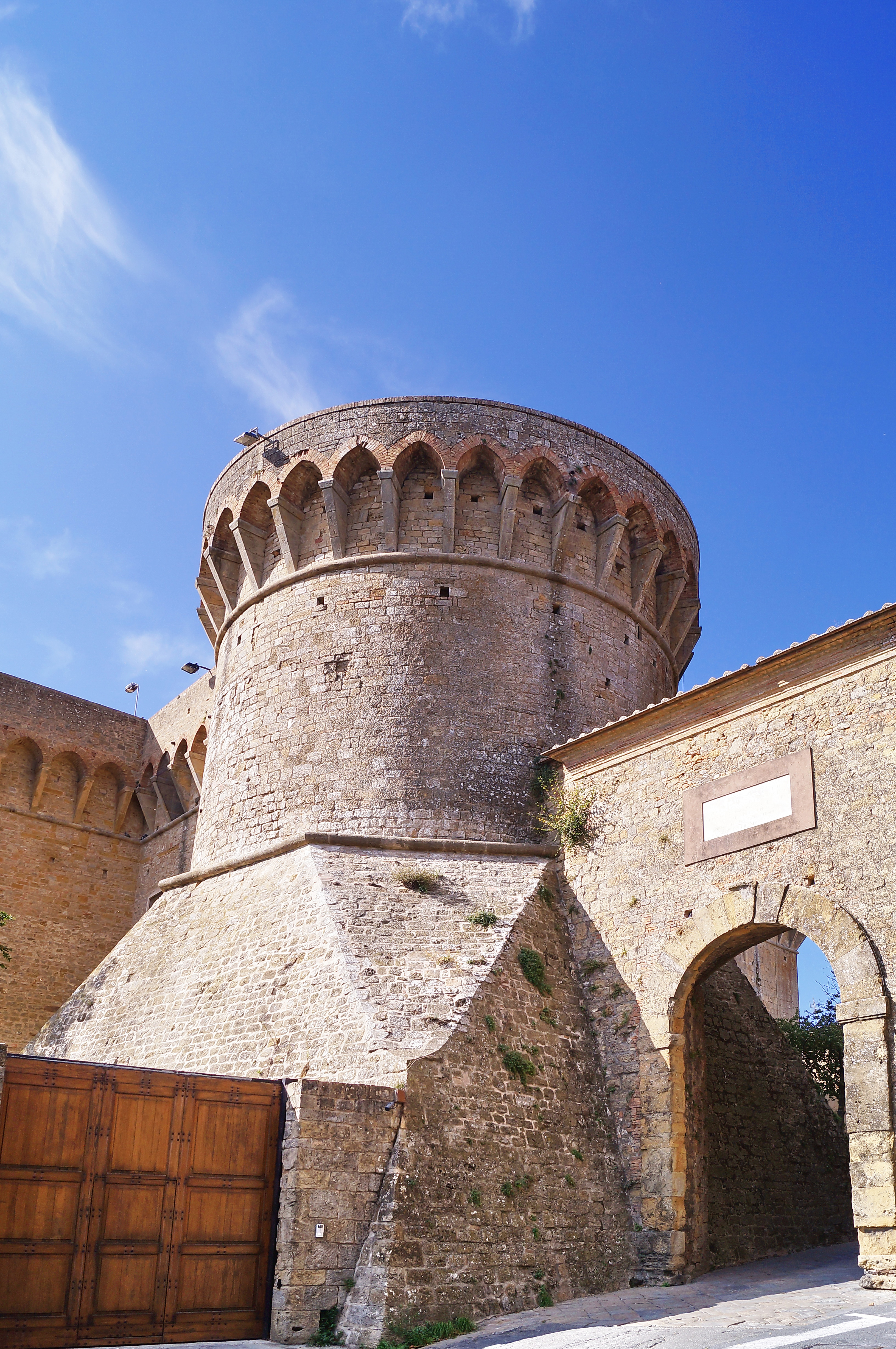
La Porta e Selci.

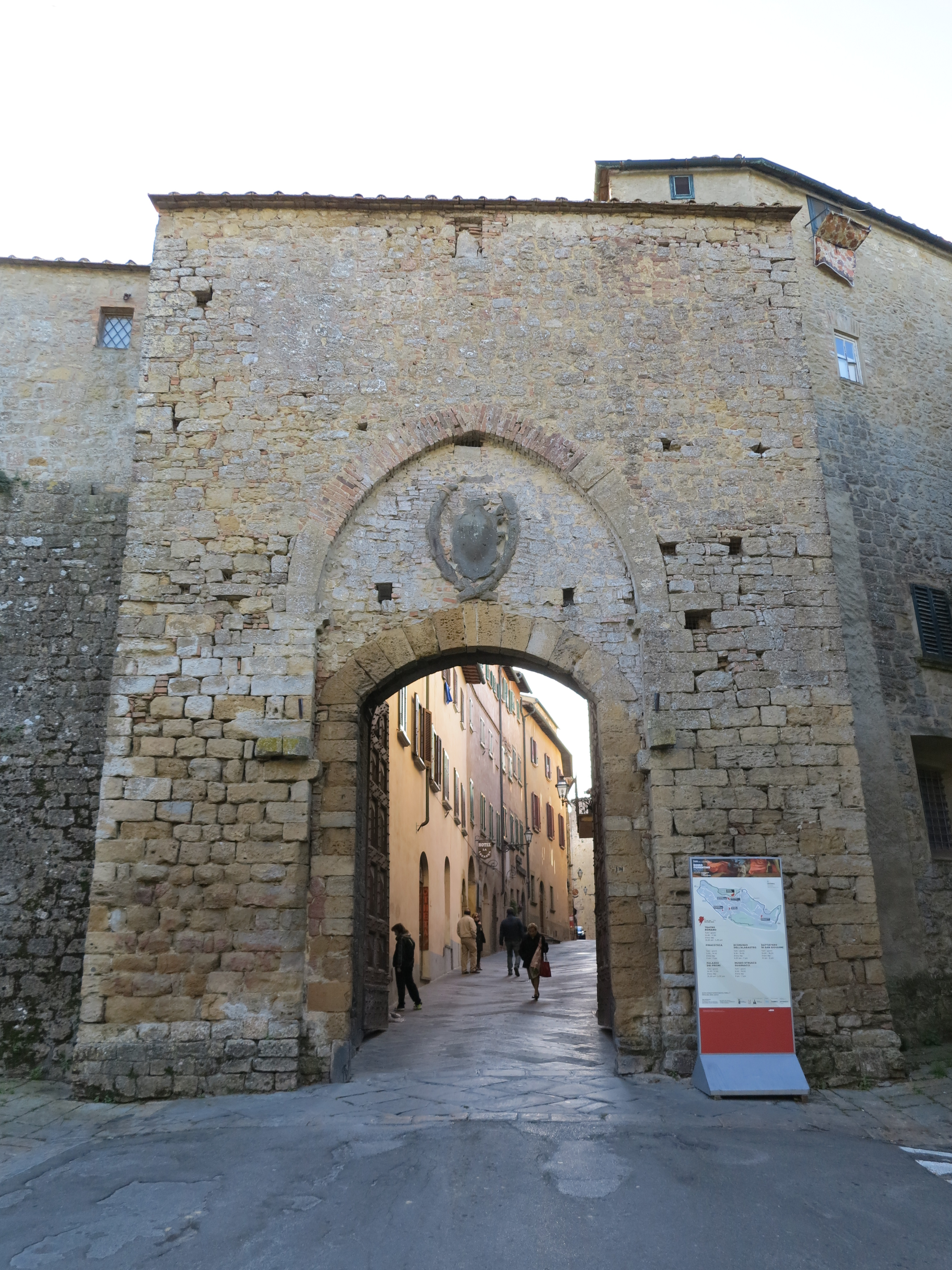
La Porta Fiotentina.

Les portes d'accès à la ville, qui s'ouvrent dans l'enceinte municipale, dans le sens inverse des aiguilles d'une montre, sont :
- La Porta all'Arco est la seule porte étrusque conservée incluse dans le tracé médiéval. Les jambages sont constitués de blocs de grès appelé localement panchino et ne peuvent être datés que du IVe siècle av. J.-C. L'arc et les têtes ont été construits plus tard, à l'époque romaine, probablement entre les IIIe et IIe siècles av. J.-C.
- La Porta a Selci, près de la forteresse Médicis, faisait partie du circuit des murailles étrusques. La porte actuelle, un simple arc en plein cintre, a été construite au XVIe siècle, en remplacement de l'ancienne, appelée Porta Sole.
- La Porta Marcoli , peut-être construite au XIVe siècle, reliait la ville directement au monastère olivétain de S. Andrea et servait de porte d'entrée aux agriculteurs de la campagne environnante.
- La Porta Docciola , construite au XIIIe siècle, reliait la ville à la vallée environnante. Elle a été construite spécifiquement pour la défense de l'une des principales sources d'approvisionnement en eau de la ville (Fonte Docciola). La porte conserve les structures caractéristiques des portes volterranaises, avec un arc rond intérieur et extérieur et un arc ogival à l'intérieur duquel se trouve un arc segmentaire.
- La Porta Fiorentina, autrefois appelée Porta Sant'Agnolo, étant donné sa proximité avec l'église dédiée à l'archange. Elle présente la même structure architecturale que les portes Volterranaises, même si des modifications évidentes réalisées au XVIe siècle sont visibles lorsque la porte, pendant le siège de 1530, fut frappée dans la tour au-dessus.
- La Porta San Francesco, également appelée Porta di Santo Stefano ou Porta Pisana, est la seule porte qui conserve des traces de fresques dans la voûte qui étaient présentes dans toutes les portes d'accès à la ville.
- La Porta San Felice, constituée d'un seul arc simple reposant sur deux sections distinctes des murs du château, offre un cadre pittoresque.

## Galerie

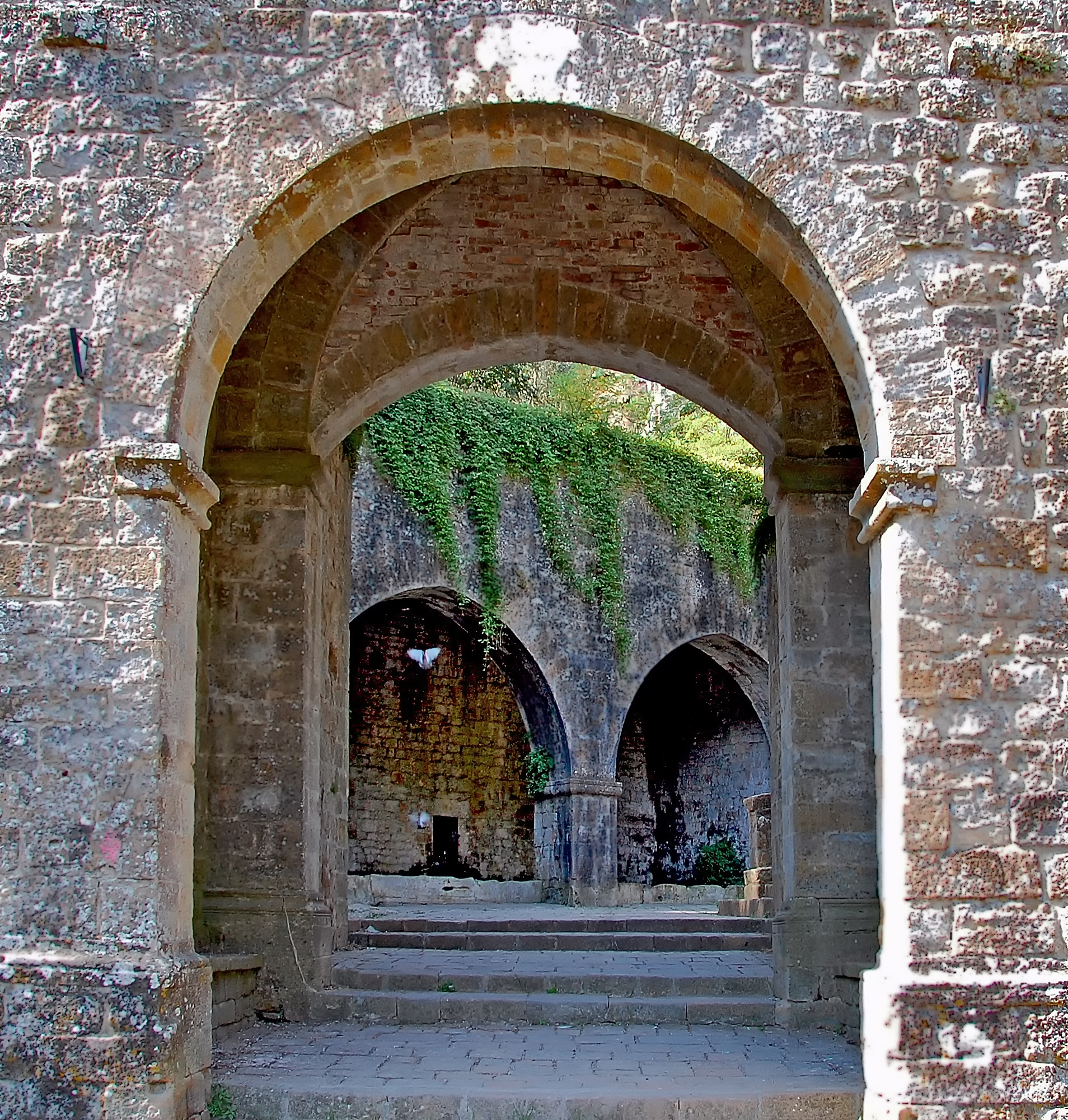
La Porta Docciola et sa fontaine.
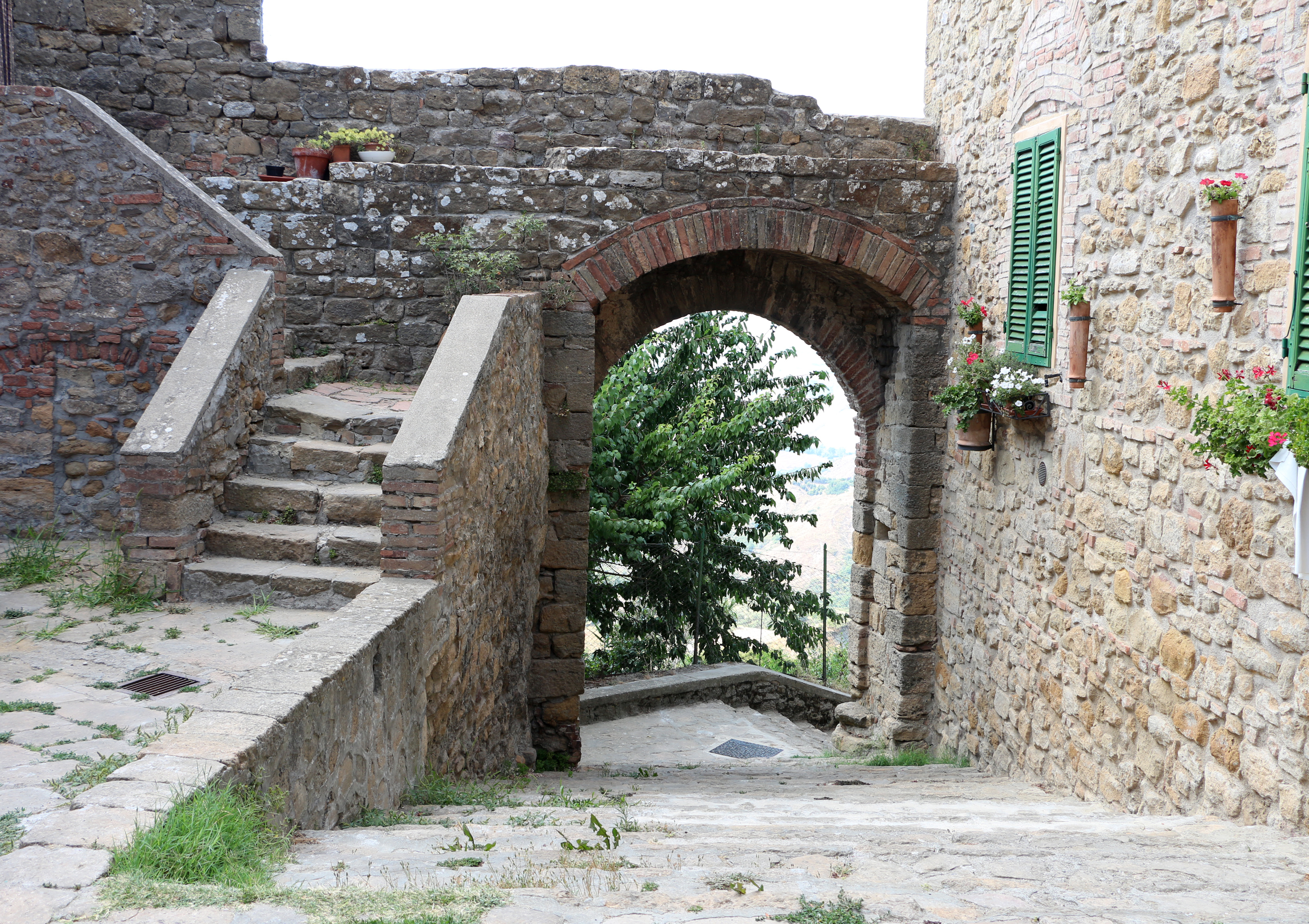
La Porta Menseri.
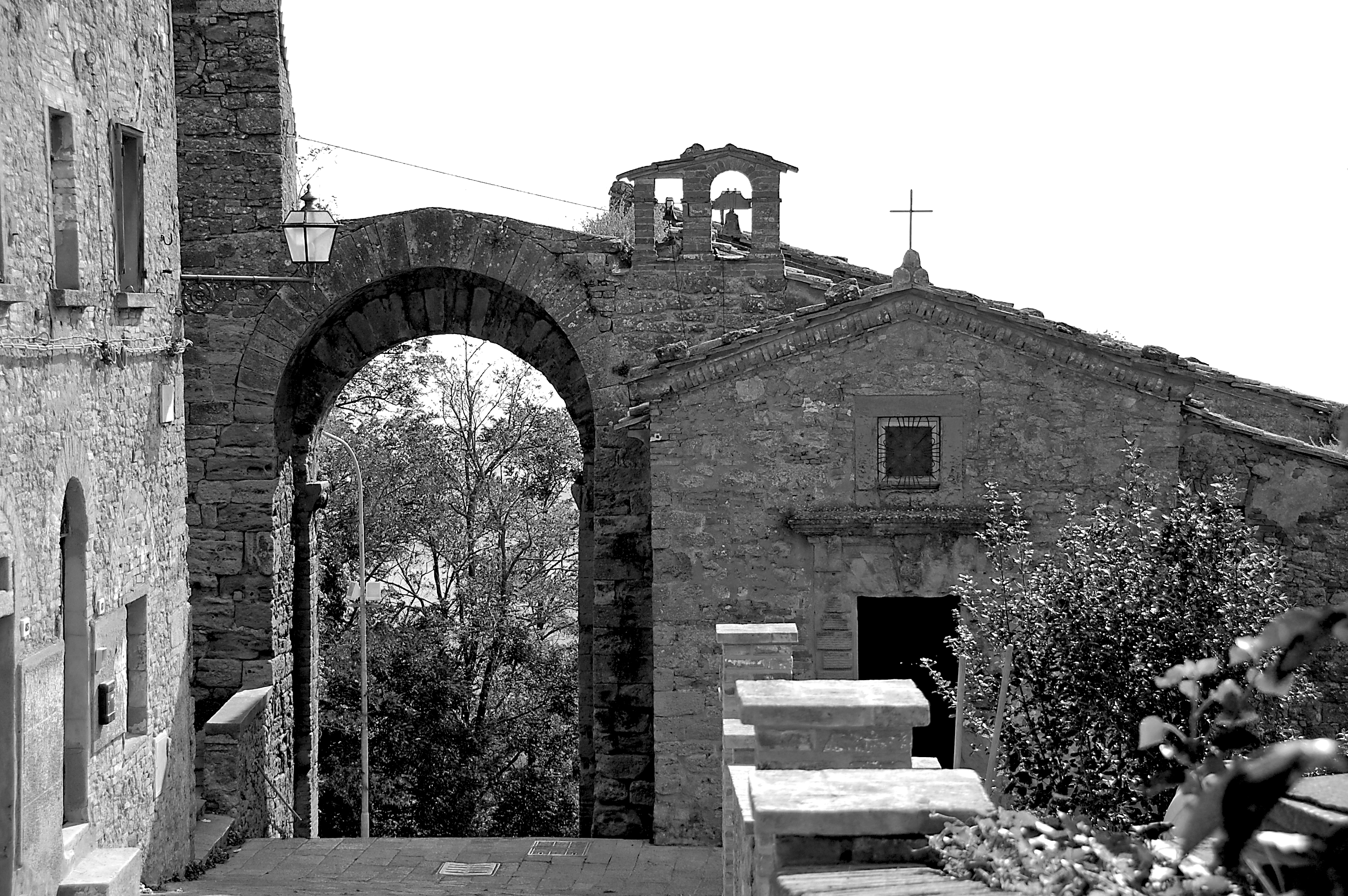
La Porta San Felice.
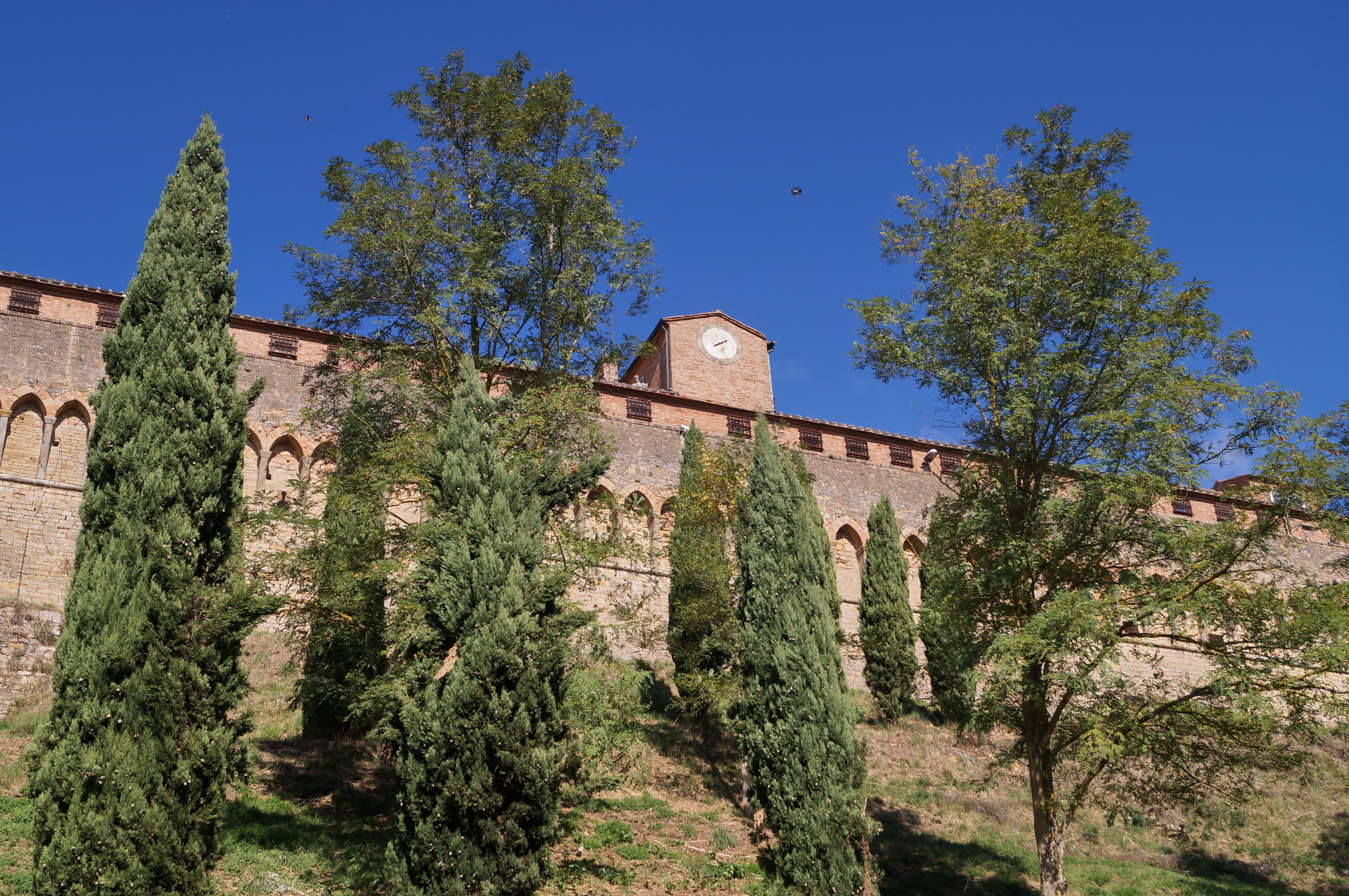
Les murailles entre les deux Rocca.
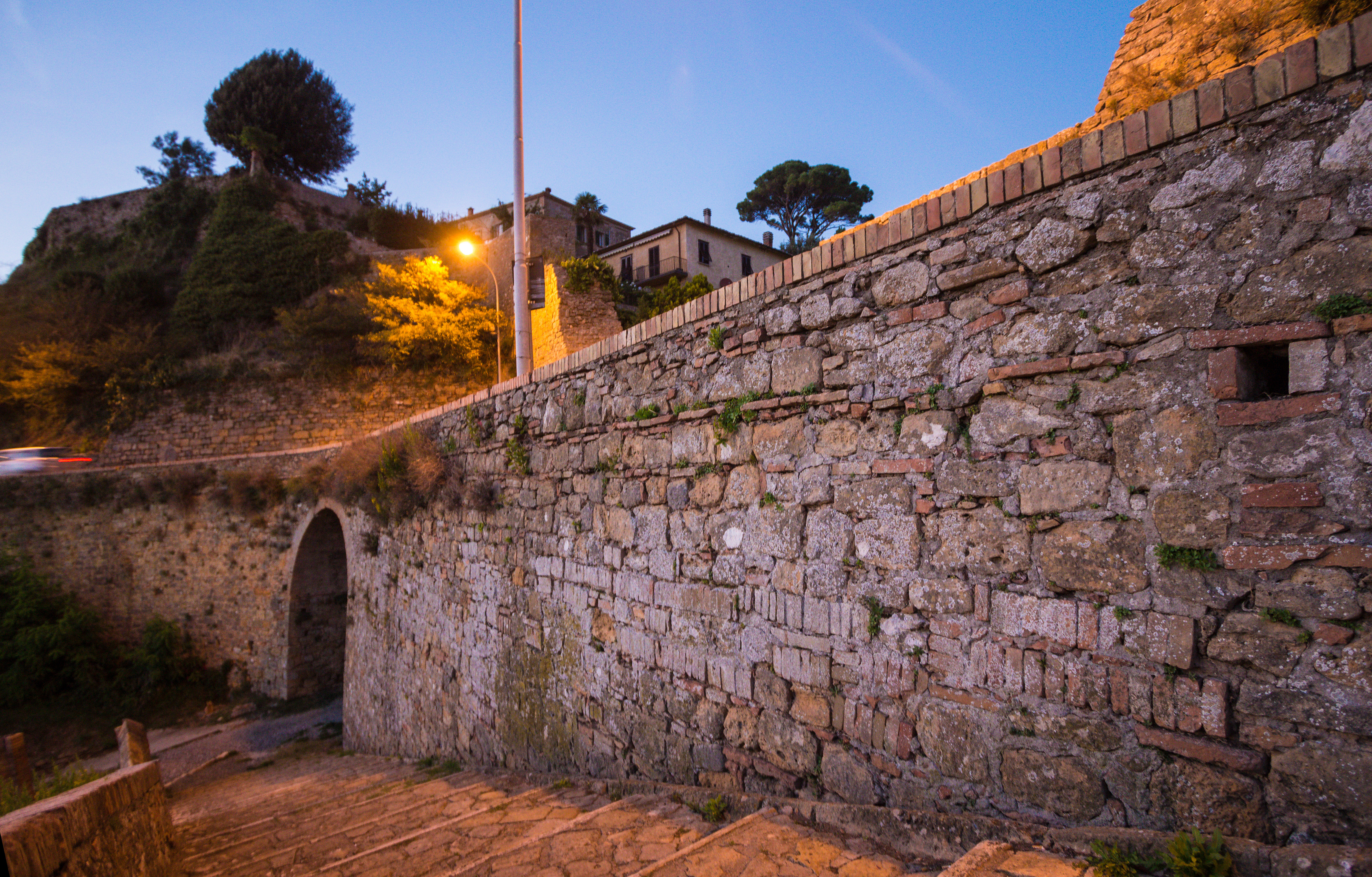